# Władza organizacyjna
Władza organizacyjna – oddziaływanie na ludzi w taki sposób, aby ludzie oraz zasoby działały tak jak "życzy" sobie tego sprawujący władzę

## Wybrane definicje władzy
Władza według M. Webera – prawdopodobieństwo, że pewne lub wszystkie polecenia pochodzące z danego źródła znajdą posłuch w danej grupie osób.
Władza (teoria transakcji społecznych) – transakcja wymiany – jedna osoba nakłania drugą do podporządkowania zgodnie ze swoją wolą, wynagradzając ją za to. Atuty, którymi dysponują obie osoby nie są jednakowe.

## Rodzaje władzy
Władza może być prawomocna lub nieprawomocna (prawomocność (M. Weber) – prawdopodobieństwo, że właściwe podstawy wystąpią w stopniu istotnym i będą zapewniały odpowiednie zachowanie.
Typy idealne władzy prawomocnej (M. Weber) to:
- Typ charyzmatyczny. Władza ta sprawowana jest na zasadzie nadzwyczajnych cech posiadanych przez przywódcę, takich jak bohaterstwo, czy niezwykły wpływ na otoczenie. Władca dobierając urzędników największą wagę przywiązuje do ich charyzmy i osobistego oddania. Mniejsze znaczenie mają ich kwalifikacje.
- Typ tradycyjny. Źródłem tego typu władzy jest dziedzictwo statusu społecznego (przechodzenie władzy z ojca na syna). Władzą tradycjonalną jest w niektórych społecznościach tzw. gerontokracja (władza starszych), matriarchat (władza kobiet) lub patriarchat (dominacja mężczyzny stojącego na czele rodu).
- Typ racjonalny (legalny). Pochodzi ona z mianowania lub wyboru dokonanego na podstawie usankcjonowanych prawnie procedur. Przywódcy uprawnieni są do wydawania poleceń na podstawie norm prawnych. Uleganie tej władzy oznacza więc posłuszeństwo wobec pewnego bezosobowego porządku, a nie konkretnej osoby czy zwyczaju.

Władza nieprawomocna – właściwe podstawy władzy nie 
występują w stopniu istotnym. Charakterystyczne przykłady władzy nieprawomocnej:
- Przymus
- władza monopolisty rynkowego lub politycznego
- władza oparta na zasadzie divide et impera, dziel i rządź.

Realizacja władzy – kształtowanie pożądanych zachowań przedmiotu władzy przez podmiot.
Sposoby kształtowania pożądanych zachowań:
- przymus – tworzenie zagrożeń, które nie dają wolnego
- przetarg – konkurencyjne cele, dające złudzenie wolnego
- morale – dążenie do wpajania norm i wartości, lojalność.

|          | Dobór uczestników                                                                             | Motywacja                                          | Konflikty | Zmiana |
| Przymus  | Mianowanie, o podziale ról decyduje zwierzchnik, kryterium cech pożądanych przez zwierzchnika | Szczegółowe polecenia, ostre kary                  | Tłumienie, nie dopuszczanie do ujawnienia, dwa języki: prywatny i oficjalny, kumulacja konfliktu – pozorne rozwiązania typu divide et impera, poszukiwanie kozłów ofiarnych | Zmiany inicjuje sprawujący władzę i narzuca je                                                                       |
| Przetarg | Wybory, decydują uczestnicy, kryterium cech pożądanych przez grupę                            | Polecenia ogólne, zrównoważony system nagród i kar | Diagnozowanie i usprawnianie, konflikt może być twórczy; negocjacje, dążenie do kompromisu, instytucja mediatora; w przypadku nierównych sił-dominacja                      | Współuczestnictwo w zmianie, pokonywanie oporu wobec zmian, uczenie się, rozpoznawanie struktury interesów i potrzeb |
| Morale   | Racje moralne                                                                                 | Bodźce w postaci idei, haseł, wartości             | Rozwiązywanie bazujące na wartościach | Zmiana, gdy przemawiają za tym cele wyższe                                                                           |

## Źródła władzy organizacyjnej
Według G. Morgana:
- Pozycja formalna
- Kontrolowanie rzadkich zasobów
- Wykorzystywanie struktury organizacyjnej, przepisów
- Kontrolowanie granic
- Umiejętność radzenia sobie z niepewnością
- Kontrolowanie technologii
- Powiązania, sieci, organizacja nieformalna
- Kontrolowanie kontrorganizacji
- Atuty kulturowe
- Symbolizm
- Władza, którą się już posiada.

## Systemy władzy
- Autokracja
- Biurokracja
- Technokracja
- Współzarządzananie
- Demokracja przedstawicielska
- Demokracja uczestnicząca

Umiejętne posługiwanie się władzą (Kotter):
- Wrażliwość wobec swego źródła władzy, otwartość na oczekiwania ludzi;
- Świadomość kosztów, ryzyka i korzyści związanych wykorzystywaniem różnych źródeł władzy, wybór odpowiedniego źródła;
- Świadomość umiejętności i kwalifikacji wymaganych od osoby wykorzystującej dane źródło władzy;
- Cele kariery, które umożliwiają rozwój i użycie odpowiedzi władzy
- Dojrzałość i asertywność, unikanie impulsywności i nadużycia źródła władzy
- Władza jest konieczna, by osiągnąć konkretne efekty w działaniu organizacji.

Droga do władzy (Kotter):
- Nadzwyczajne działania, inicjowanie zmian, być pierwszym;
- Widoczność
- Istotność – zrobić coś, co rzeczywiście rozwiązuje problemy organizacyjne;
- Sponsorowanie – mentorzy.